# Кен Блум
Кен Блум (англ. Ken Bloom) — американський майстер та виконавець на народних інструментах. Пращури Кена емігрували з України в США в 1905 р.
Музичну освіту здобув у Лос-Анджелесі. Віртуозність набув грою на гітарі. Працював професійно у студії звукозапису в Лос-Анджелесі. Виступав як допоміжний музикант на записах популярних ансамблів 60-их років. Бандуру вперше почув на платівці, а так вирішив зробити собі інструмент. Глибше познайомив Кена з кобзарським мистецтвом бандурист А. Горняткевич. Кен далі вивчав бандуру в Детройті в Г. Назаренка й познайомився з майстрами П. Гончаренком, Ю. Приймаком та М. Лісківським.
У 1981 році Кен переселився до Нью-Йорка. Грав він у Нью-Йоркському ансамблі «Гомін Степів».
Великі успіхи надобув у майструванні дитячих бандур для студентів Нью-Йоркської школи гри на бандурі.
Став палким пропагандистом бандурного мистецтва й виробив понад 150 бандур. Майстерня знаходилася в Нью-Йорку.